# Douzième district congressionnel de Caroline du Nord
Le 12e district congressionnel de Caroline du Nord est un district situé dans les parties nord et est de Charlotte ainsi que dans les zones environnantes du comté de Mecklenburg et du comté de Cabarrus représenté par la démocrate Alma Adams. Avant les élections de 2016, il s'agissait d'un district situé dans le centre de la Caroline du Nord qui comprenait des parties de Charlotte, Winston-Salem, Greensboro, Lexington, Salisbury, Concord et High Point.
C'était l'un des deux districts à « majorité minoritaire » créés dans l'État dans les années 1990. Entre 2003 et 2013, il y avait une petite pluralité d'Américains blancs dans le district selon le recensement américain de 2000, bien que les Afro-Américains représentaient une proportion comparable de la population électorale. Tel que redessiné pour les élections de 2012 et selon les lignes utilisées avant les élections de 2016, le district avait une majorité afro-américaine selon le recensement des États-Unis de 2010. Le 12e district est le district le plus démocrate de Caroline du Nord et n'a jamais été représenté par un républicain.
La Caroline du Nord occupait un douzième siège à la Chambre au début du XIXe siècle (1803-1843) et au milieu du XXe siècle (1943-1963). La majeure partie du territoire de la deuxième incarnation du district se trouve désormais dans le 11e district.

## Histoire
Le district a été rétabli après le recensement des États-Unis de 1990, lorsque la Caroline du Nord a obtenu un siège à la Chambre en raison de l'augmentation de la population. Il a été dessiné en 1992 comme l'un des deux districts à « majorité minoritaire », conçus pour donner aux électeurs afro-américains (qui représentaient à l'époque 22 % de la population de l'État) la chance d'élire un représentant de leur choix ; L'article 2 de la loi sur le droit de vote interdisait la dilution du pouvoir de vote des minorités en les répartissant entre les districts de manière à ce qu'elles ne puissent jamais élire les candidats de leur choix.
Dans sa configuration d'origine, le district avait une population majoritairement afro-américaine de 64 %. Les limites du district, s'étendant de Gastonia à Durham, étaient si étroites à certains endroits qu'elles n'étaient pas plus larges qu'une voie d'autoroute. Il suivait presque exactement l'Interstate 85,. Un législateur d'État a fait remarquer, après avoir vu la carte du district, « si vous conduisiez sur l'autoroute avec les deux portes de voiture ouvertes, vous tueriez la plupart des habitants du district »,.
La Cour suprême des États-Unis a statué dans l'affaire Shaw contre Reno (1993) qu'un gerrymandering racial peut, dans certaines circonstances, violer la Equal Protection Clause of the United States Constitution.
La législature de l'État a défendu les deux districts « minoritaires-majoritaires » sur la base de la démographie, le 12e représentant les habitants de la région intérieure du Piémont, et le 1er de la plaine côtière. Par la suite, le 12e district a été redessiné à plusieurs reprises et a été jugé par la Cour suprême à deux reprises supplémentaires. La version créée après le recensement de 2000 a été approuvée par la Cour suprême des États-Unis dans l'affaire Hunt contre Cromartie. La configuration du district datant du recensement de 2000 comptait une petite pluralité de Blancs, et elle n'a été que légèrement modifiée après le recensement de 2010. Les Afro-Américains constituent une grande majorité des électeurs inscrits et les Hispaniques constituent 7,1 % des résidents.
Le 5 février 2016, le juge américain Roger L. Gregory a statué que le district, ainsi que le 1er district de Caroline du Nord, devaient être redessinés à partir de sa configuration post-2010, et que la race ne pouvait pas être une circonstance atténuante dans le dessin du district. Cette décision, dans l'affaire Cooper c. Harris, a ensuite été confirmée par 5 voix contre 3 par la Cour suprême des États-Unis dans un avis de la juge Elena Kagan du 22 mai 2017. Dans l'avis, le juge Kagan a noté que c'était la cinquième fois que le 12e district comparaissait devant la Cour suprême, après Shaw contre Reno et Hunt contre Cromartie qui avaient tous deux été entendus deux fois devant la Cour.
Dans toutes ses configurations, elle a été un bastion démocrate. Sa précédente incarnation était dominée par les électeurs noirs de Charlotte, Greensboro et Winston-Salem. La carte redessinée a fait du 12e un district compact comprenant presque tout le comté de Mecklembourg, à l'exception du quadrant sud-est. En raison du fort basculement de Charlotte vers les démocrates ces dernières années, le 12e reconfiguré n'est pas moins démocrate que son prédécesseur.
Le 23 février 2022, la Cour suprême de Caroline du Nord a approuvé une nouvelle carte qui a modifié les limites du 12e district pour inclure la moitié nord du comté de Mecklenburg, y compris la majeure partie du centre-ville, ainsi que l'est du comté de Cabarrus.

## Historique de vote
| Année | Poste     | Résultats               |
| ----- | --------- | ----------------------- |
| 2000  | Président | Gore 48,9 % – 48,4 %    |
| 2004  | Président | Bush 50,7 % – 48,3 %    |
| 2008  | Président | Obama 52,9 % – 45,6 %   |
| 2012  | Président | Obama 51,0 % – 47,2 %   |
| 2016  | Président | Clinton 48,0 % – 45,9 % |
| 2020  | Président | Biden 51,3 % – 46,8 %   |

## Liste des Représentants du district
| Membre                              | Parti                 | Années                           | Congrès        | Histoire électorale | Zone géographique |
| ----------------------------------- | --------------------- | -------------------------------- | -------------- | --- | ----------------- |
| District établit le 4 mars 1803     |                       |                                  |                | |                   |
| Joseph Winston (en)                 | Républicain-Démocrate | 4 mars 1803 - 3 mars 1807        | 8e , 9e        | Élu en 1803. Réélu en 1804. Retrait. | 1803–1813         |
| Meshack Franklin (en)               | Républicain-Démocrate | 4 mars 1807 - 3 mars 1813        | 10e - 12e      | Élu en 1806. Réélu en 1808. Réélu en 1810. Redécoupage vers le 13e district | 1803–1813         |
| Meshack Franklin (en)               | Républicain-Démocrate | 4 mars 1807 - 3 mars 1813        | 10e - 12e      | Élu en 1806. Réélu en 1808. Réélu en 1810. Redécoupage vers le 13e district | 1813–1823         |
| Israel Pickens                      | Républicain-Démocrate | 4 mars 1813 - 3 mars 1817        | 13e , 14e      | Redécoupage depuis le 11e district et réélu en 1813. Réélu en 1815. Retrait. |                   |
| Felix Walker (en)                   | Républicain-Démocrate | 4 mars 1817 - 3 mars 1823        | 15e - 17e      | Élu en 1817. Réélu en 1819. Réélu en 1821. Perd sa réélection. |                   |
| Robert B. Vance                     | Républicain-Démocrate | 4 mars 1823 - 3 mars 1825        | 18e            | Élu en 1823. Perd sa réélection. | 1823–1833         |
| Samuel P. Carson (en)               | Jacksonien (en)       | 4 mars 1825 - 3 mars 1833        | 19e - 22e      | Élu en 1825. Réélu en 1827. Réélu en 1829. Réélu en 1831. | 1823–1833         |
| James Graham (en)                   | Anti-Jacksonien       | 4 mars 1833 - 29 mars 1836       | 23e , 24e      | Élu en 1833. Réélu en 1835. Siège déclaré vacant. | 1833–1843         |
| Vacant                              | Vacant                | 29 mars 1836 - 5 décembre 1836   | 24e            | | 1833–1843         |
| James Graham (en)                   | Anti-Jacksonien       | 5 décembre 1836 - 3 mars 1837    | 24e - 27e      | Élu en 1836 pour terminer son mandat. Réélu en 1837. Réélu en 1839. Réélu en 1841. Redécoupage vers le 1er district et perd sa réélection.                                                                                                  | 1833–1843         |
| James Graham (en)                   | Whig                  | 4 mars 1837 - 3 mars 1843        | 24e - 27e      | Élu en 1836 pour terminer son mandat. Réélu en 1837. Réélu en 1839. Réélu en 1841. Redécoupage vers le 1er district et perd sa réélection.                                                                                                  | 1833–1843         |
| District supprimé le 4 mars 1843    |                       |                                  |                | |                   |
| District rétablit le 3 janvier 1943 |                       |                                  |                | |                   |
| Zebulon Weaver (en)                 | Démocrate             | 3 janvier 1943 - 3 janvier 1947  | 78e , 79e      | Redécoupage depuis le 11e district et réélu en 1942. Réélu en 1944. Perd sa renomination. |                   |
| Monroe M. Redden (en)               | Démocrate             | 3 janvier 1947 - 3 janvier 1953  | 80e - 82e      | Élu en 1946. Réélu en 1948. Retrait. |                   |
| George A. Shuford (en)              | Démocrate             | 3 janvier 1953 - 3 janvier 1959  | 83e - 85e      | Élu en 1952. Réélu en 1954. Réélu en 1956. Renominé mais se retire pour raisons de santé. |                   |
| David M. Hall (en)                  | Démocrate             | 3 janvier 1959 - 29 janvier 1960 | 86e            | Élu en 1958. Décès. |                   |
| Vacant                              | Vacant                | 29 janvier 1960 - 25 juin 1960   | 86e            | |                   |
| Roy A. Taylor (en)                  | Démocrate             | 25 juin 1960 - 3 janvier 1963    | 86e , 87e      | Élu pour terminer le mandat de Hall. Réélu en 1960. Redécoupage vers le 11e |                   |
| District supprimé le 3 janvier 1963 |                       |                                  |                | |                   |
| District rétablit le 3 janvier 1993 |                       |                                  |                | |                   |
| Mel Watt (en)                       | Démocrate             | 3 janvier 1993 - 6 janvier 2014  | 103e - 113e    | Élu en 1992. Réélu en 1994. Réélu en 1996. Réélu en 1998. Réélu en 2000. Réélu en 2002. Réélu en 2004. Réélu en 2006. Réélu en 2008. Réélu en 2010. Réélu en 2012. Démissionne pour devenir Directeur de la Federal Housing Finance Agency. | 1993–2003         |
| Mel Watt (en)                       | Démocrate             | 3 janvier 1993 - 6 janvier 2014  | 103e - 113e    | Élu en 1992. Réélu en 1994. Réélu en 1996. Réélu en 1998. Réélu en 2000. Réélu en 2002. Réélu en 2004. Réélu en 2006. Réélu en 2008. Réélu en 2010. Réélu en 2012. Démissionne pour devenir Directeur de la Federal Housing Finance Agency. | 2003–2013         |
| Mel Watt (en)                       | Démocrate             | 3 janvier 1993 - 6 janvier 2014  | 103e - 113e    | Élu en 1992. Réélu en 1994. Réélu en 1996. Réélu en 1998. Réélu en 2000. Réélu en 2002. Réélu en 2004. Réélu en 2006. Réélu en 2008. Réélu en 2010. Réélu en 2012. Démissionne pour devenir Directeur de la Federal Housing Finance Agency. | 2013–2017         |
| Vacant                              | Vacant                | 6 janvier 2014 - 4 novembre 2014 | 113e           | |                   |
| Alma Adams                          | Démocrate             | 4 novembre 2014 - Présent        | 113e - Présent | Élue pour terminer le mandat de Watt. Réélue en 2014. Réélue en 2016. Réélue en 2018. Réélue en 2020. Réélue en 2022. |                   |
| Alma Adams                          | Démocrate             | 4 novembre 2014 - Présent        | 113e - Présent | Élue pour terminer le mandat de Watt. Réélue en 2014. Réélue en 2016. Réélue en 2018. Réélue en 2020. Réélue en 2022. | 2017–2021         |
| Alma Adams                          | Démocrate             | 4 novembre 2014 - Présent        | 113e - Présent | Élue pour terminer le mandat de Watt. Réélue en 2014. Réélue en 2016. Réélue en 2018. Réélue en 2020. Réélue en 2022. | 2021–2023         |
| Alma Adams                          | Démocrate             | 4 novembre 2014 - Présent        | 113e - Présent | Élue pour terminer le mandat de Watt. Réélue en 2014. Réélue en 2016. Réélue en 2018. Réélue en 2020. Réélue en 2022. | 2023–2025         |

## Résultats des récentes élections
Voici les résultats des dix précédents cycles électoraux dans le district.

### 2004
| Élection de 2004 du 12e district congressionnel de Caroline du Nord | Élection de 2004 du 12e district congressionnel de Caroline du Nord | Élection de 2004 du 12e district congressionnel de Caroline du Nord | Élection de 2004 du 12e district congressionnel de Caroline du Nord | Élection de 2004 du 12e district congressionnel de Caroline du Nord |
| ------------------------------------------------------------------- | ------------------------------------------------------------------- | ------------------------------------------------------------------- | ------------------------------------------------------------------- | ------------------------------------------------------------------- |
| Parti                                                               | Parti                                                               | Candidat                                                            | Votes                                                               | %                                                                   |
|                                                                     | Démocrate                                                           | Mel Watt (en) (sortant)                                             | 154 908                                                             | 66,83                                                               |
|                                                                     | Républicain                                                         | Ada Fisher                                                          | 76 898                                                              | 33,17                                                               |
| Total des votes                                                     | Total des votes                                                     | Total des votes                                                     | 231 806                                                             | 100 %                                                               |
|                                                                     | Les Démocrates conservent                                           |                                                                     |                                                                     |                                                                     |

### 2006
| Élection de 2006 du 12e district congressionnel de Caroline du Nord | Élection de 2006 du 12e district congressionnel de Caroline du Nord | Élection de 2006 du 12e district congressionnel de Caroline du Nord | Élection de 2006 du 12e district congressionnel de Caroline du Nord | Élection de 2006 du 12e district congressionnel de Caroline du Nord |
| ------------------------------------------------------------------- | ------------------------------------------------------------------- | ------------------------------------------------------------------- | ------------------------------------------------------------------- | ------------------------------------------------------------------- |
| Parti                                                               | Parti                                                               | Candidat                                                            | Votes                                                               | %                                                                   |
|                                                                     | Démocrate                                                           | Mel Watt (en) (sortant)                                             | 71 345                                                              | 67,01                                                               |
|                                                                     | Républicain                                                         | Ada Fisher                                                          | 35 127                                                              | 32,99                                                               |
| Total des votes                                                     | Total des votes                                                     | Total des votes                                                     | 106 472                                                             | 100 %                                                               |
|                                                                     | Les Démocrates conservent                                           |                                                                     |                                                                     |                                                                     |

### 2008
| Élection de 2008 du 12e district congressionnel de Caroline du Nord | Élection de 2008 du 12e district congressionnel de Caroline du Nord | Élection de 2008 du 12e district congressionnel de Caroline du Nord | Élection de 2008 du 12e district congressionnel de Caroline du Nord | Élection de 2008 du 12e district congressionnel de Caroline du Nord |
| ------------------------------------------------------------------- | ------------------------------------------------------------------- | ------------------------------------------------------------------- | ------------------------------------------------------------------- | ------------------------------------------------------------------- |
| Parti                                                               | Parti                                                               | Candidat                                                            | Votes                                                               | %                                                                   |
|                                                                     | Démocrate                                                           | Mel Watt (en) (sortant)                                             | 215 908                                                             | 71,56                                                               |
|                                                                     | Républicain                                                         | Ty Cobb, Jr.                                                        | 85 814                                                              | 28,44                                                               |
| Total des votes                                                     | Total des votes                                                     | Total des votes                                                     | 301 722                                                             | 100 %                                                               |
|                                                                     | Les Démocrates conservent                                           |                                                                     |                                                                     |                                                                     |

### 2010
| Élection de 2010 du 12e district congressionnel de Caroline du Nord | Élection de 2010 du 12e district congressionnel de Caroline du Nord | Élection de 2010 du 12e district congressionnel de Caroline du Nord | Élection de 2010 du 12e district congressionnel de Caroline du Nord | Élection de 2010 du 12e district congressionnel de Caroline du Nord |
| ------------------------------------------------------------------- | ------------------------------------------------------------------- | ------------------------------------------------------------------- | ------------------------------------------------------------------- | ------------------------------------------------------------------- |
| Parti                                                               | Parti                                                               | Candidat                                                            | Votes                                                               | %                                                                   |
|                                                                     | Démocrate                                                           | Mel Watt (en) (sortant)                                             | 103 495                                                             | 63,88                                                               |
|                                                                     | Républicain                                                         | Greg Dority                                                         | 55 315                                                              | 34,14                                                               |
|                                                                     | Libertarien                                                         | Lon Cecil                                                           | 3 197                                                               | 1,97                                                                |
| Total des votes                                                     | Total des votes                                                     | Total des votes                                                     | 162 007                                                             | 100 %                                                               |
|                                                                     | Les Démocrates conservent                                           |                                                                     |                                                                     |                                                                     |

### 2012
| Élection de 2012 du 12e district congressionnel de Caroline du Nord | Élection de 2012 du 12e district congressionnel de Caroline du Nord | Élection de 2012 du 12e district congressionnel de Caroline du Nord | Élection de 2012 du 12e district congressionnel de Caroline du Nord | Élection de 2012 du 12e district congressionnel de Caroline du Nord |
| ------------------------------------------------------------------- | ------------------------------------------------------------------- | ------------------------------------------------------------------- | ------------------------------------------------------------------- | ------------------------------------------------------------------- |
| Parti                                                               | Parti                                                               | Candidat                                                            | Votes                                                               | %                                                                   |
|                                                                     | Démocrate                                                           | Mel Watt (en) (sortant)                                             | 247 591                                                             | 79,6                                                                |
|                                                                     | Républicain                                                         | Jack Brosch                                                         | 63 317                                                              | 20,4                                                                |
| Total des votes                                                     | Total des votes                                                     | Total des votes                                                     | 310 908                                                             | 100 %                                                               |
|                                                                     | Les Démocrates conservent                                           |                                                                     |                                                                     |                                                                     |

### 2014 (Spéciale)
| Élection Spéciale de 2014 du 12e district congressionnel de Caroline du Nord | Élection Spéciale de 2014 du 12e district congressionnel de Caroline du Nord | Élection Spéciale de 2014 du 12e district congressionnel de Caroline du Nord | Élection Spéciale de 2014 du 12e district congressionnel de Caroline du Nord | Élection Spéciale de 2014 du 12e district congressionnel de Caroline du Nord |
| ---------------------------------------------------------------------------- | ---------------------------------------------------------------------------- | ---------------------------------------------------------------------------- | ---------------------------------------------------------------------------- | ---------------------------------------------------------------------------- |
| Parti                                                                        | Parti                                                                        | Candidat                                                                     | Votes                                                                        | %                                                                            |
|                                                                              | Démocrate                                                                    | Alma Adams                                                                   | 130 096                                                                      | 75,4                                                                         |
|                                                                              | Républicain                                                                  | Vince Coakley                                                                | 42 568                                                                       | 24,6                                                                         |
|                                                                              | Libertarien                                                                  | Carey Head                                                                   | 2 830                                                                        | 1,87                                                                         |
| Total des votes                                                              | Total des votes                                                              | Total des votes                                                              | 172 664                                                                      | 100 %                                                                        |
|                                                                              | Les Démocrates conservent                                                    |                                                                              |                                                                              |                                                                              |

### 2014 (Régulière)
| Élection Régulière de 2014 du 12e district congressionnel de Caroline du Nord | Élection Régulière de 2014 du 12e district congressionnel de Caroline du Nord | Élection Régulière de 2014 du 12e district congressionnel de Caroline du Nord | Élection Régulière de 2014 du 12e district congressionnel de Caroline du Nord | Élection Régulière de 2014 du 12e district congressionnel de Caroline du Nord |
| ----------------------------------------------------------------------------- | ----------------------------------------------------------------------------- | ----------------------------------------------------------------------------- | ----------------------------------------------------------------------------- | ----------------------------------------------------------------------------- |
| Parti                                                                         | Parti                                                                         | Candidat                                                                      | Votes                                                                         | %                                                                             |
|                                                                               | Démocrate                                                                     | Alma Adams (sortante)                                                         | 130 096                                                                       | 75,4                                                                          |
|                                                                               | Républicain                                                                   | Vince Coakley                                                                 | 42 568                                                                        | 24,6                                                                          |
|                                                                               | Libertarien                                                                   | Carey Head                                                                    | 2 830                                                                         | 1,87                                                                          |
| Total des votes                                                               | Total des votes                                                               | Total des votes                                                               | 172 664                                                                       | 100 %                                                                         |
|                                                                               | Les Démocrates conservent                                                     |                                                                               |                                                                               |                                                                               |

### 2016
| Élection de 2016 du 12e district congressionnel de Caroline du Nord | Élection de 2016 du 12e district congressionnel de Caroline du Nord | Élection de 2016 du 12e district congressionnel de Caroline du Nord | Élection de 2016 du 12e district congressionnel de Caroline du Nord | Élection de 2016 du 12e district congressionnel de Caroline du Nord |
| ------------------------------------------------------------------- | ------------------------------------------------------------------- | ------------------------------------------------------------------- | ------------------------------------------------------------------- | ------------------------------------------------------------------- |
| Parti                                                               | Parti                                                               | Candidat                                                            | Votes                                                               | %                                                                   |
|                                                                     | Démocrate                                                           | Alma Adams (sortante)                                               | 234 115                                                             | 67,0                                                                |
|                                                                     | Républicain                                                         | Leon Threatt                                                        | 115 185                                                             | 33,0                                                                |
| Total des votes                                                     | Total des votes                                                     | Total des votes                                                     | 349 300                                                             | 100 %                                                               |
|                                                                     | Les Démocrates conservent                                           |                                                                     |                                                                     |                                                                     |

### 2018
| Élection de 2018 du 12e district congressionnel de Caroline du Nord | Élection de 2018 du 12e district congressionnel de Caroline du Nord | Élection de 2018 du 12e district congressionnel de Caroline du Nord | Élection de 2018 du 12e district congressionnel de Caroline du Nord | Élection de 2018 du 12e district congressionnel de Caroline du Nord |
| ------------------------------------------------------------------- | ------------------------------------------------------------------- | ------------------------------------------------------------------- | ------------------------------------------------------------------- | ------------------------------------------------------------------- |
| Parti                                                               | Parti                                                               | Candidat                                                            | Votes                                                               | %                                                                   |
|                                                                     | Démocrate                                                           | Alma Adams (sortante)                                               | 203 974                                                             | 73,1                                                                |
|                                                                     | Républicain                                                         | Paul Wright                                                         | 75 164                                                              | 26,9                                                                |
| Total des votes                                                     | Total des votes                                                     | Total des votes                                                     | 279 138                                                             | 100 %                                                               |
|                                                                     | Les Démocrates conservent                                           |                                                                     |                                                                     |                                                                     |

### 2020
| Élection de 2020 du 12e district congressionnel de Caroline du Nord | Élection de 2020 du 12e district congressionnel de Caroline du Nord | Élection de 2020 du 12e district congressionnel de Caroline du Nord | Élection de 2020 du 12e district congressionnel de Caroline du Nord | Élection de 2020 du 12e district congressionnel de Caroline du Nord |
| ------------------------------------------------------------------- | ------------------------------------------------------------------- | ------------------------------------------------------------------- | ------------------------------------------------------------------- | ------------------------------------------------------------------- |
| Parti                                                               | Parti                                                               | Candidat                                                            | Votes                                                               | %                                                                   |
|                                                                     | Démocrate                                                           | Alma Adams (sortante)                                               | 341 457                                                             | 100 %                                                               |
|                                                                     | Les Démocrates conservent                                           |                                                                     |                                                                     |                                                                     |

### 2022
| Primaire Démocrate de 2022 du 12e district congressionnel de Caroline du Nord | Primaire Démocrate de 2022 du 12e district congressionnel de Caroline du Nord | Primaire Démocrate de 2022 du 12e district congressionnel de Caroline du Nord | Primaire Démocrate de 2022 du 12e district congressionnel de Caroline du Nord | Primaire Démocrate de 2022 du 12e district congressionnel de Caroline du Nord |
| ----------------------------------------------------------------------------- | ----------------------------------------------------------------------------- | ----------------------------------------------------------------------------- | ----------------------------------------------------------------------------- | ----------------------------------------------------------------------------- |
| Parti                                                                         | Parti                                                                         | Candidat                                                                      | Votes                                                                         | %                                                                             |
|                                                                               | Démocrate                                                                     | Alma Adams (sortante)                                                         | 37 984                                                                        | 91,7                                                                          |
|                                                                               | Démocrate                                                                     | John Sharkey                                                                  | 3 460                                                                         | 8,3                                                                           |

| Primaire républicaine de 2022 du 12e district congressionnel de Caroline du Nord | Primaire républicaine de 2022 du 12e district congressionnel de Caroline du Nord | Primaire républicaine de 2022 du 12e district congressionnel de Caroline du Nord | Primaire républicaine de 2022 du 12e district congressionnel de Caroline du Nord | Primaire républicaine de 2022 du 12e district congressionnel de Caroline du Nord |
| -------------------------------------------------------------------------------- | -------------------------------------------------------------------------------- | -------------------------------------------------------------------------------- | -------------------------------------------------------------------------------- | -------------------------------------------------------------------------------- |
| Parti                                                                            | Parti                                                                            | Candidat                                                                         | Votes                                                                            | %                                                                                |
|                                                                                  | Républicain                                                                      | Tyler Lee                                                                        | 10 388                                                                           | 42,8                                                                             |
|                                                                                  | Républicain                                                                      | Andrew Huffman                                                                   | 8 311                                                                            | 34,3                                                                             |
|                                                                                  | Républicain                                                                      | Nalini Joseph                                                                    | 5 543                                                                            | 22,9                                                                             |

| Élection de 2022 du 12e district congressionnel de Caroline du Nord | Élection de 2022 du 12e district congressionnel de Caroline du Nord | Élection de 2022 du 12e district congressionnel de Caroline du Nord | Élection de 2022 du 12e district congressionnel de Caroline du Nord | Élection de 2022 du 12e district congressionnel de Caroline du Nord |
| ------------------------------------------------------------------- | ------------------------------------------------------------------- | ------------------------------------------------------------------- | ------------------------------------------------------------------- | ------------------------------------------------------------------- |
| Parti                                                               | Parti                                                               | Candidat                                                            | Votes                                                               | %                                                                   |
|                                                                     | Démocrate                                                           | Alma Adams (sortante)                                               | 140 494                                                             | 62,7                                                                |
|                                                                     | Républicain                                                         | Tyler Lee                                                           | 83 414                                                              | 37,3                                                                |
| Total des votes                                                     | Total des votes                                                     | Total des votes                                                     | 223 908                                                             | 100 %                                                               |
|                                                                     | Les Démocrates conservent                                           |                                                                     |                                                                     |                                                                     |

### 2024
Les Primaires démocrate et républicaine ont été annulées. Alma Adams (D-Sortante) et Addul Ali (R) avancent vers l'Élection Générale.
| Élection de 2024 du 12e district congressionnel de Caroline du Nord | Élection de 2024 du 12e district congressionnel de Caroline du Nord | Élection de 2024 du 12e district congressionnel de Caroline du Nord | Élection de 2024 du 12e district congressionnel de Caroline du Nord | Élection de 2024 du 12e district congressionnel de Caroline du Nord |
| ------------------------------------------------------------------- | ------------------------------------------------------------------- | ------------------------------------------------------------------- | ------------------------------------------------------------------- | ------------------------------------------------------------------- |
| Parti                                                               | Parti                                                               | Candidat                                                            | Votes                                                               | %                                                                   |
|                                                                     | Démocrate                                                           | Alma Adams (sortante)                                               | 259 627                                                             | 74,0                                                                |
|                                                                     | Républicain                                                         | Addul Ali                                                           | 91 128                                                              | 26,0                                                                |
| Total des votes                                                     | Total des votes                                                     | Total des votes                                                     | 350 755                                                             | 100 %                                                               |
|                                                                     | Les Démocrates conservent                                           |                                                                     |                                                                     |                                                                     |